# Stadion Čair
Stadion Čair – wielofunkcyjny stadion w Niszu, w Serbii. Został otwarty w 1963 roku. Może pomieścić 18 151 widzów. Swoje spotkania rozgrywają na nim piłkarze klubu Radnički Nisz.
Stadion został otwarty w 1963 roku. Obiekt wyposażony został w bieżnię lekkoatletyczną, którą okalały trybuny mogące pomieścić 40 000 widzów. Po latach obiekt zaczął niszczeć i w 1995 roku ze względów bezpieczeństwa wyłączono z użytku trybuny od strony północnej i wschodniej. W 2008 roku zamknięto także trybunę od strony południowej. Dwa lata wcześniej zainstalowano plastikowe krzesełka na trybunie głównej (zachodniej). W latach 2011–2013 obiekt przeszedł dużą modernizację, trybuny od strony północnej, wschodniej i południowej zostały rozebrane, a w ich miejsce powstały zupełnie nowe. Pozostawiono jedynie starą trybunę główną oraz maszty oświetleniowe. W dalszych etapach prac planowano wybudowanie nowej trybuny głównej oraz zadaszenie wszystkich trybun, ale nie zostały one zrealizowane.
Na obiekcie odbyły się dwa spotkania towarzyskie piłkarskich reprezentacji narodowych, 1 kwietnia 1964 roku: Jugosławia – Bułgaria 1:0 i 2 września 1998 roku: Jugosławia – Szwajcaria 1:1.
Tuż obok stadionu znajduje się również hala widowiskowo-sportowa.